# Klimmateriaal
Klimmateriaal is een verzamelnaam voor materiaal wat boulderaars, klimmers en alpinisten gebruiken om zich te zekeren of om hun doel te bereiken.
Er zijn honderden verschillende klimhulpstukken, deze lijst heeft dan ook niet de intentie om alle gebruikte klimmaterialen weer te geven, alleen de bijzonderste zijn vermeld.

## Classificatie/gebruik
– Gebruik bij boulderen
 – Gebruik bij indoorklimmen
 – Gebruik bij outdoorklimmen
 – Gebruik in het hooggebergte, in sneeuw en ijs.

## Abseilacht
|  |
|  |
|  |

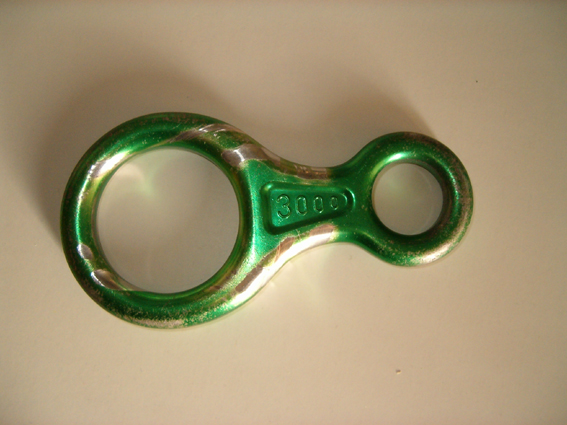
Gebruikte acht

Een abseilacht, ook gewoon een acht genoemd, is in wezen een afdaalapparaat maar kan ook gebruikt worden als zekeringsapparaat. Het dankt zijn naam aan zijn achtvorm. De werking geschiedt door het bij wrijving afremmen van het touw, de impact is duidelijk zichtbaar op de foto, een deel van het verfmateriaal is bij enkele weken gebruik door het touw weggeslepen. Het metaal kan wegslijten bij intensief gebruik, maar zelfs bij het halfdoorslijten van een acht kan hij nog gebruikt worden.
Omdat een acht een veel geringere remwerking heeft dan andere zekeringsapparaten, wordt zekeren met een acht niet meer als een veilige methode gezien.
Ook in canyoning is de acht achterhaald en vervangen door de pirana, omdat wanneer het touw bij het rapellen (afdalen) over de grote O overschuift, men in een ankersteek blokkeert en bijgevolg blijft hangen, wat in een waterval tot groot gevaar of verdrinking kan leiden. Met het juiste gebruik van de acht kan het "in de ankersteek schieten" voorkomen worden. Dit is in combinatie met het speed-rope inbinden net zo makkelijk en veilig als bijvoorbeeld de pirana.

## Bandlus
|  |
|  |
|  |

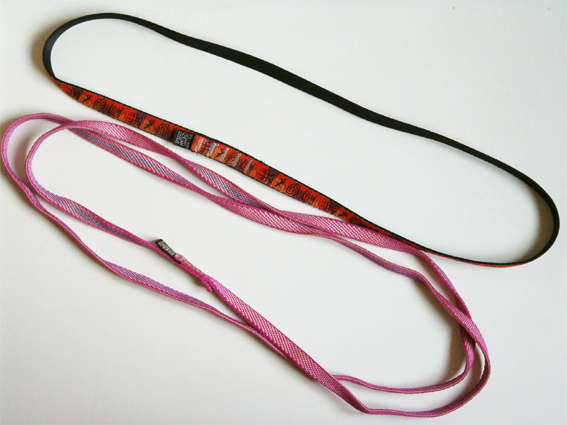

Een bandlus (Duits: Bandschlinge) is een speciaal gemaakte lus van bandmateriaal. Ze worden veelzijdig toegepast, bijvoorbeeld als snel te plaatsen zekeringspunt rond een rotsblok, als verlenging van een zekeringspunt, of als hulpmateriaal voor het maken van een 'krachtendriekhoek' bij maken van standplaats of tussenzekering. Het platte materiaal heeft als voordeel ten opzichte van koord dat het beter bestand is tegen rotsranden, en eventueel ook makkelijker door een rotsspleet te werken is. Het feit dat het al een gesloten lus is geeft het juist z'n toepassingsmogelijkheden.
De betrouwbaarheid is letterlijk van levensbelang. Ze mogen dan ook alleen door speciale producenten gemaakt worden en moeten voldoen aan keuringseisen. De geteste breeksterkte is typisch zo'n 22 kN. Dit hangt zowel af van het gebruikte materiaal, als ook minstens zo belangrijk: van het dichtnaaien. Het volstaat niet om zelf wat te knutselen met een naaimachine.
De pioniers maakten gebruik van zelf geknoopte lussen, waarvoor zij het bandmateriaal per meter kochten en vervolgens op de gewenste lengte knoopten met een bandknoop. Deze knoop kan zich echter loswerken en is daardoor levensgevaarlijk. Sinds het bestaan van de kant en klare en sterktegenormeerde producten worden geknoopte lussen binnen het sportklimmen niet meer erkend als betrouwbaar en sterk afgeraden. In het alpiene klimmen kan men ze nog wel tegenkomen als abseilpunt vanwege bijvoorbeeld de extra benodigde lengte rond een rotsblok.
Bandlussen worden verkocht in diverse soorten en maten. Een overzicht:
- Materiaal: Oorspronkelijk werd nylon gebruikt. Tegenwoordig is dit steeds vaker Dyneema. Dit materiaal is sterker bij minder gebruikt materiaal, en is daardoor lichter en kompakter. De breedte van is daardoor afgenomen van zo'n 2 cm vroeger tot ongeveer een halve cm nu. Het is minder elastisch, wat zowel een voor- als nadeel kan zijn. Het is ook duurder.
- Lengte: De gebruikelijke standaardlengtes zijn 60 en 120 cm. Dit is eigenlijk de 'platte' lengte van de lus, de volledige omtrek is het dubbele. Deze lengtes zijn handig gebleken voor gebruik, maar ook om ze tussentijds om de schouders te kunnen slaan, respectievelijk enkel en dubbel.
- Kleur: Vroeger werd het bandmateriaal voorzien van lijnen langs de lengte als sterktecodering. Iedere lijn stelde een waarde voor van 5 kN (ongeveer 500 kilogram gewicht). Een band met 3 lijnen heeft dus een minimale sterkte van 15 kN. Een knoop veroorzaakt echter een verzwakking van ongeveer 50%, zodat er ruwweg 7,5 kN effectieve sterkte overblijft voor de band, en 15 kN voor de geknoopte lus. Momenteel dragen gecertificeerde bandlussen een CE-markering die een sterkte van 22 kN waarborgt. De kleuren van dienen nog slechts ter herkenning van maat en merk.

## Crash pad
|  |

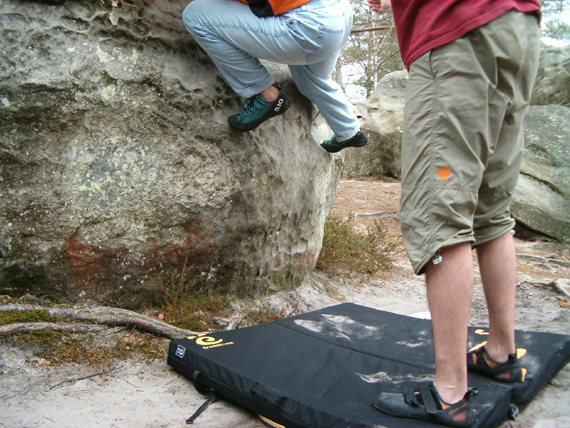
Gebruik van bouldermat

Een crash pad, ook bouldermat genoemd, is een kleine, draagbare valmat uit hoogwaardig schuim dat wordt gebruikt tijdens het boulderen. Crash pads zijn meestal zo ontworpen dat ze op de rug te dragen zijn, iets wat gezien hun omvang (gemiddelde oppervlakte 1,5 m²) niet onhandig is. Het gebruik van een crash pad maakt een spotter (iemand die de val breekt) niet onnodig, de klimmer zou immers naast de mat kunnen vallen.

## Klemveerapparaten
|  |
|  |

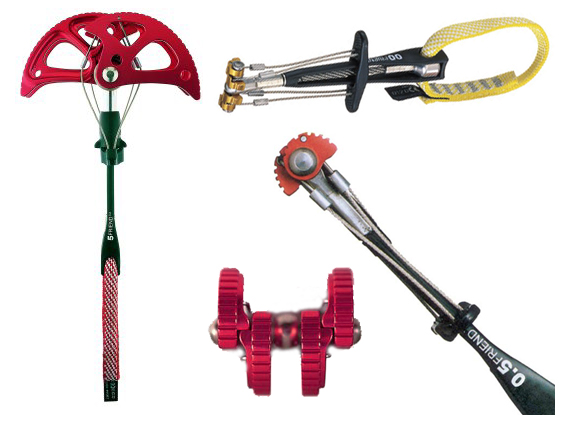
Enkele friends

Een klemveerapparaat of klemveeranker is een toestel met doorgaans vier nokken bevestigd op 1 of 2 assen aan een staalkabel. Het wordt gebruikt als (tussen)zekering op onbehaakte routes. Met behulp van een handgreep worden via kabeltjes de nokken samengetrokken, waarna het toestel in een spleet kan worden gestoken. Door de handgreep los te laten zorgen veren ervoor dat de nokken uitzetten en zich vastklemmen in de spleet. Wanneer het apparaat belast wordt door het gewicht van een (vallende) klimmer, is de constructie zodanig dat de nokken juist verder uitzetten en vaster in de spleet geklemd worden. Het is een veilig zekeringsmiddel gebleken, mits het goed in de rots geplaatst wordt.
De apparaten hebben ieder een toepasbaar bereik, zodat voor een klimroute met diverse spleetbreedtes men diverse maten zal moeten meenemen, eventueel in meerdere exemplaren. Plaatsing vraagt inzicht en zorgvuldigheid. Plaatsing op een slechte manier kan gevaarlijk zijn. Plaatsing in een te smalle spleet kan tot gevolg hebben dat het apparaat niet meer te verwijderen is.
Het is in de moderne klimsport een geliefd zekeringsmiddel, veilig bij goed gebruik, snel te plaatsen en ook weer te verwijderen. Wel zijn ze vrij kostbaar, zodat het onderweg achterlaten om wat voor reden dan ook een financiële aderlating vormt.
Binnen de klemveerapparaten wordt volgende onderverdeling gemaakt:
- Friends: Een verzamelnaam die stamt van het oorspronkelijke model. Dit had in plaats van een kabel nog een stijve metalen staaf die kon breken over een rotsrand. Tegenwoordige modellen hebben een kabel. Er bestaat een heel skala van merken en modellen op basis van dit principe.
- Camalots: Een specifiek model gepatenteerd door het merk Black Diamond. Ze zijn voorzien van twee assen die het apparaat een grotere reikwijdte geven en ook de sterkte van het toestel doen toenemen. Nieuwere generaties van het model zijn steeds lichter geworden. Ze worden beschouwd als het meest universeel toepasbaar en zijn daardoor geliefd. Hun kostprijs is echter relatief hoog.

## GriGri
|  |
|  |

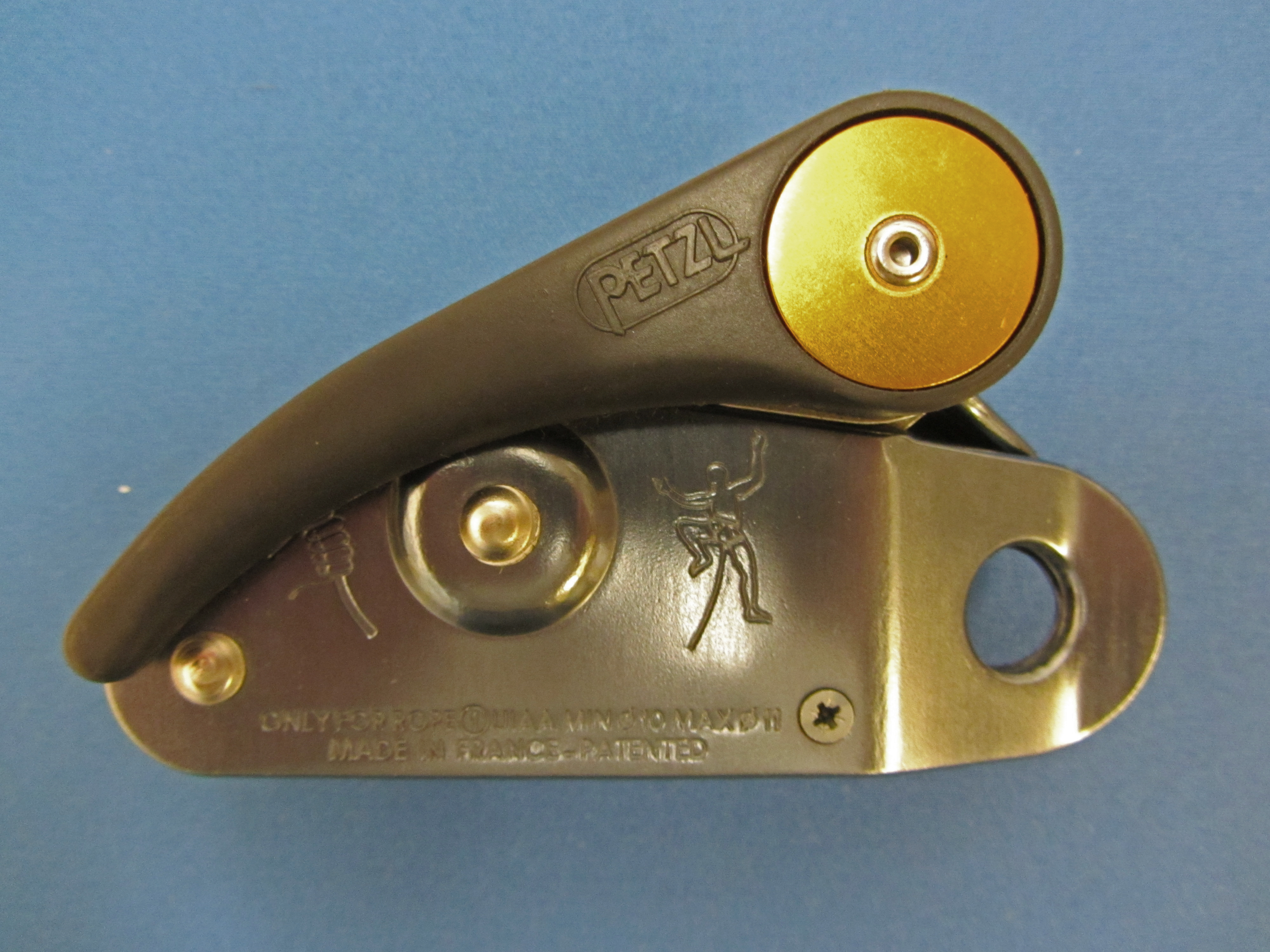
GriGri

Een GriGri is een door Petzl gepatenteerd halfautomatisch zekeringsapparaat. Een interne kam waar het touw rond loopt kantelt bij een plotselinge belasting (dit principe vindt men ook terug bij autogordels) en knelt aldus het touw af, wat ervoor zorgt dat het geblokkeerd wordt. Door middel van een hendel kan de GriGri weer gedeblokkeerd worden. Door deze simpele werking wordt de GriGri ook weleens gebruikt als afdaalapparaat, maar dit valt onder oneigenlijk gebruik.
De GriGri was in 1991 het eerste apparaat in zijn soort, inmiddels hebben ook andere fabrikanten dergelijke zekerapparaten in hun assortiment: de Eddy van Edelrid, de Camp van Matik en de Cinch van fabrikant Trango. De GriGri is enkele keren verbeterd, versie 2 is ongeveer een kwart kleiner en lichter dan zijn voorganger, de GriGri+ (versie 3) biedt onder andere een antipaniekfunctie.
Onder indoorklimmers is de GriGri een geliefd apparaat, doordat de zekeraar tijdens blocks (waarbij de klimmer gedurende enige tijd aan het touw hangt) het touw niet voortdurend stevig vast hoeft te houden. Omdat het slechts een halfautomaat is, moet het touw te allen tijde wel vast gehouden worden.

## Haak
|  |
|  |

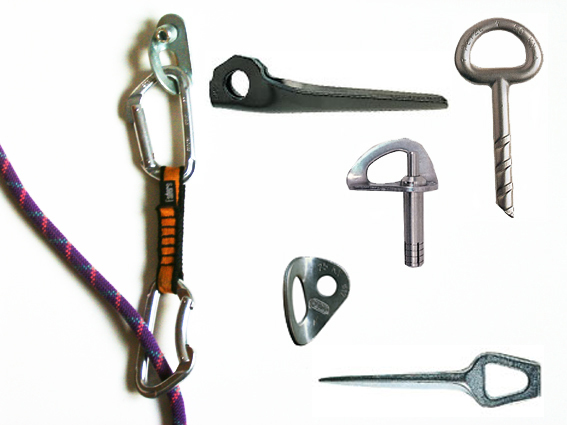
Gebruik en enkele klimhaken

Eigenlijk geen haak, maar een oog aan stalen pen in de rots als zekeringspunt. Vroeger waren dit zogenaamde 'pitons' van divers model die in een spleet werden geslagen en vaak weer verwijderd. Tegenwoordig worden vaste klimroutes uitgerust met roestvrijstalen haken waarvoor gaten worden geboord, waarna de haken daarin worden bevestigd met lijm of een expansiebout.
In plaats van vaste haken wordt mobiel zekeringsmateriaal gebruikt, zoals 'nuts' (klemblokjes) en 'cams' (klemapparaten met nokken).

## Helm
|  |
|  |

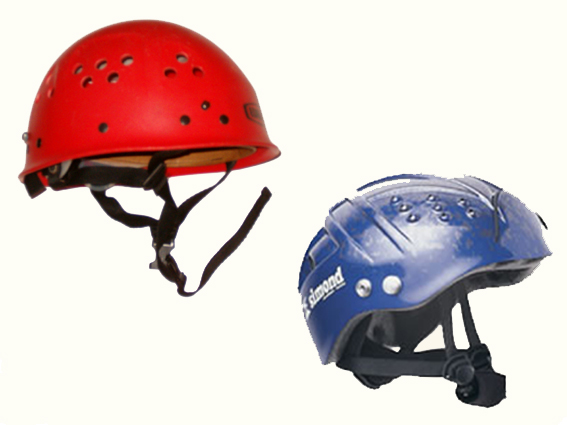
Klimhelmen

Een klimhelm is een onmisbare hoofdbescherming bij zowel het rots- als het ijsklimmen. Veel klimmers vinden een helm helaas overbodig, lastig of niet modieus genoeg. Het risico van kleine steenval, materiaalverlies van bovenklimmende klimmers en stoten van het hoofd bij een val of beweging van het hoofd is echter niet gering en de gevolgen zijn veelal ernstig.

## IJsbijl
|  |
|  |

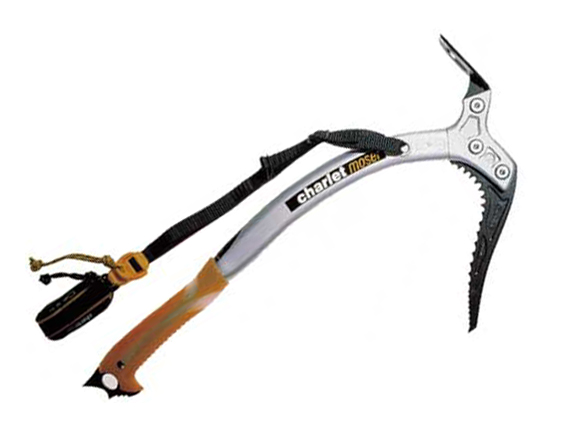
IJsbijl

Een ijsbijl is een soort verkorte pickel voor de voortbeweging. Oorspronkelijk is de ijsbijl ontwikkeld voor ijs, maar het wordt tegenwoordig ook gebruikt voor drytoolen, ijsklimmen op een houten wand. Een ijsbijl heeft meestal een stevige polslus. De doorn is vaak vervaardigd van hoogwaardig staal en dient onder meer om zich in het ijs vast te kloppen. De steel van een ijsbijl vertoont een sterkere kromming dan die van een pikkel, hierdoor wordt het plaatsen van de doorn makkelijker en de handen van de klimmer komen minder in het gedrang bij het slaan. Een ijsbijl kan ook worden gebruikt om in spleten te verklemmen.

## IJsschroef
|  |

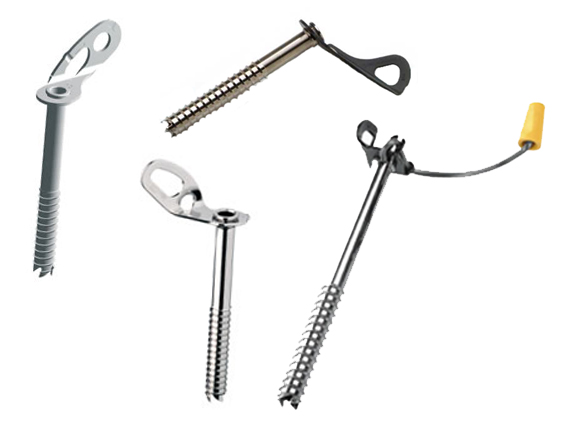
IJsboor of IJsvijs

Een ijsschroef is een grote schroef die het mogelijk maakt om een zekeringspunt aan een ijswand te bevestigen. Tegenwoordig zijn ze hol sinds men ontdekt heeft dat dit bij het inschroeven het ijs veel minder beschadigt, doordat het ijs niet verdrongen wordt en versplintert, maar uitgeboord. Dit maakt het ook mogelijk met een lange ijsschroef 2 gaten schuin naar elkaar toe te boren waar men vervolgens een koordje doorheen kan knopen als zekerings- of abseilpunt.
Er zit een oog aan groot genoeg om een karabiner doorheen te halen. Aan het oog kan een draaiknopje zijn bevestigd dat indraaien sterk vergemakkelijkt.
De lengte kan variëren van zo'n 13 tot 22 cm. Deze moet zodanig zijn dat men ten minste met zijn gewicht aan het ijs kan hangen, nog groter als men ook een eventuele voorklimval voorziet aan touw dat via de ijsschroef loopt. De toepasbare lengte is echter ook afhankelijk van de dikte van het ijs. De uiteindelijke belastbaarheid van de schroef nog eens van de kwaliteit van het ijs.
Het materiaal is tegenwoordig meestal roestvrij staal, waardoor de schroeven vrij zwaar kunnen zijn. In het verleden is ook wel titanium gebruikt wat een enorme gewichtsvermindering gaf, maar veelal waren deze van dubieuze (Russische) herkomst. Tegenwoordig worden ook wel lichtere mengvormen van aluminium en roestvrij staal gebruikt.

## Klimgordel
|  |
|  |
|  |

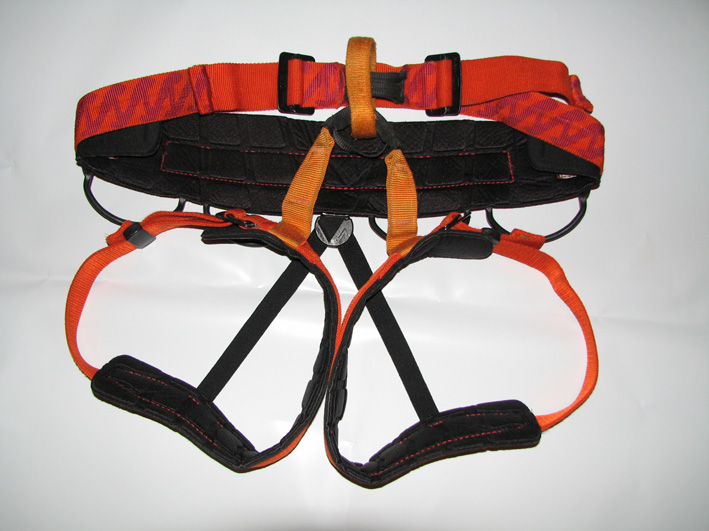
Klimgordel

Een klimgordel of kortweg gordel wordt gebruikt bij het klimmen en abseilen om een stabiel bevestigingspunt te creëren aan het menselijk lichaam. Een heupgordel bestaat uit twee beenlussen en een heupband. Deze drie lussen zijn met elkaar verbonden via een lus. De belasting van de gordel moet steeds op de totale gordel geschieden via verbindingslus, inbindoog of -lus. Een integraalgordel (ook wel harnas genoemd) bestaat uit een heupgordel met twee extra banden die over de schouders lopen. Vooral alpinisten en kleine kinderen hebben baat bij dit type gordel omdat de banden onder alle omstandigheden voorkomen dat de persoon uit de gordel valt. Klimgordels hebben over het algemeen een of meer materiaallussen; deze worden gebruikt om klimmateriaal aan vast te maken. Omdat ze niet al te sterk zijn, mogen ze nooit gebruikt worden om een klimmer in te binden.

## Klimschoen
|  |
|  |
|  |

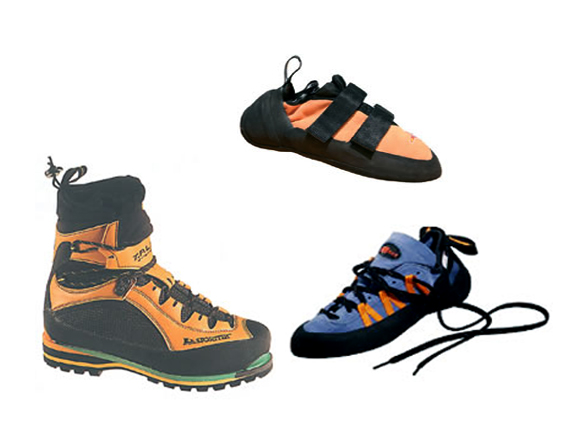
Bergschoen in vergelijk met klimschoentjes

Een klimschoen is een nauw omsluitende, meestal lage schoen met een dunne zool uit gevulkaniseerd rubber speciaal ontworpen voor het klimmen. Met klimschoenen zijn klimmers in staat op kleine treetjes te gaan staan of puur op de wrijving van de schoen omhoog te klimmen.
Een klimschoen is sterk verschillend van een bergschoen (zie illustratie).

## Bergschoen
|  |

Bergschoen is een verzamelnaam van alle schoenen die specifiek ontworpen zijn om te wandelen. Ze zijn meestal hoog om de kans op het omslaan van voeten te verkleinen. Gekeerd leer of Gore-Tex worden vaak gebruikt om de schoenen waterdicht te maken. Als zool wordt tegenwoordig vaak Vibram gebruikt omdat het goede grip, schokdemping en een lange levensduur garandeert.
Bergschoenen worden onderverdeeld in vier categorieën en drie tussencategorieën die een indicatie geven van de stijfheid van de zool:
- A-schoenen: Deze schoenen zijn ontworpen voor het wandelen over geasfalteerde paden of goed onderhouden zandpaden in vlak terrein.
- B-schoenen: Hiermee kan men wandelen op de meeste zandpaden in licht glooiende omgeving.
- C-schoenen: Vanaf hier wordt van echte bergschoenen gesproken. Ze zijn vaak stijgijzervast en bijna altijd waterdicht. De zool is zo goed als onbuigzaam wat de schoen geschikt maakt voor stevig alpine terrein. Deze schoenen zijn ook geschikt om klettersteigen mee te doen.
- D-schoenen: Dit zijn waterdichte, stijgijzervaste schoenen. De zool is voorzien van een metalen of kunststof plaat en dus absoluut onbuigzaam. Ze dienen voor het hoog alpinegebied en zijn af te raden in gematigder terrein omdat de voet niet kan afrollen. De stijve zool laat wel toe om ermee aan rotsklimmen te doen.

## Magnesiumcarbonaat, pof, hars
|  |
|  |
|  |

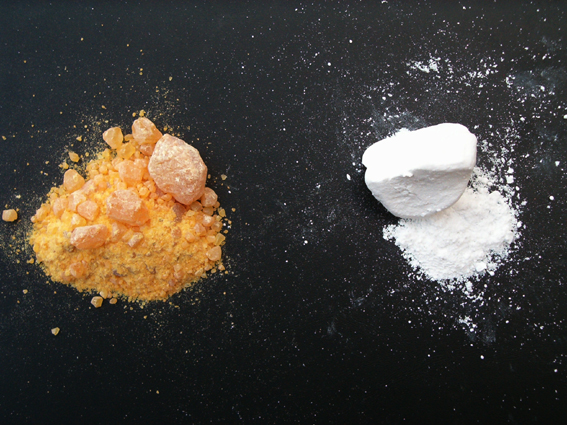
Pof: Hars – Magnesiumcarbonaat

Magnesiumcarbonaat (veelal kortweg magnesium en pof genoemd). Deze poederstof, waarnaar vaak onterecht met kalk wordt verwezen, absorbeert het zweet en levert zo extra grip op de muur. Te vaak echter overdrijven klimmers het gebruik ervan en wordt het meer een psychologische steun. Het gebruik is omstreeks 1950 in de klimwereld geïntroduceerd in Amerika door John Gill, die het plaatselijk gebruik van hars en het gebruik van magnesiumcarbonaat bij turners had waargenomen.
In de handel is ook vloeibaar magnesium verkrijgbaar: een oplossing van magnesiumpoeder in (vaak) alcohol. Dit product stuift niet en is daardoor eenvoudiger en regelmatiger aan te brengen. Na het aanbrengen verdampt de alcohol. Doordat niet met los poeder gewerkt wordt, blijven minder resten op de rots achter.
In de bouldergebieden rond Fontainebleau is het gebruik van magnesiumcarbonaat verboden, omdat het de zuiging van de zandsteen en daarmee de grip op de rotsen vernietigt. Hier wordt gebruikgemaakt van colofonium (ook wel colophane genoemd), een gedroogde en gekristalliseerde, fijngemalen vorm van de hars van de Californische pijnboom.

## Pofzak
|  |
|  |
|  |

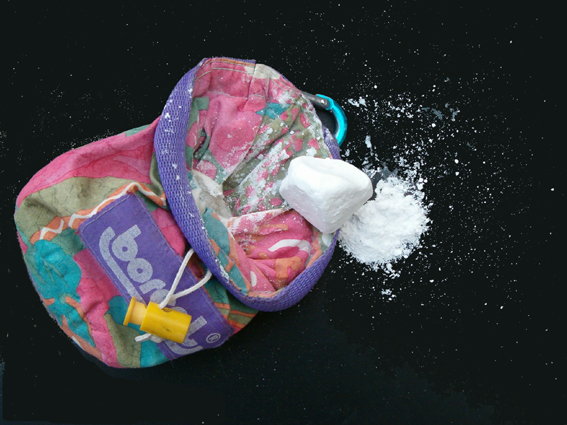
Pofzak

Een zakje waarin magnesiumcarbonaat zit. Dit wordt meestal aan de achterkant van de gordel bevestigd omdat het daar niet in de weg zit en het beste bereikbaar blijft voor de klimmer.

## Karabiner
|  |
|  |
|  |

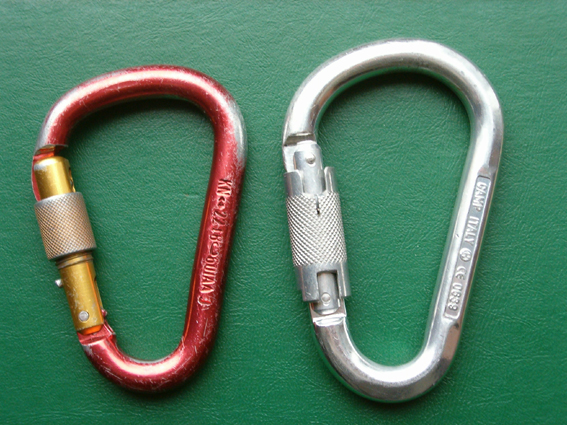
Draai- en springcarabiner

Een karabijnhaak, ook wel karabiner of soms festonhaak genoemd, is een haak van metaal, over het algemeen in een aluminiumlegering. Het is een van de belangrijkste hulpstukken bij het klimmen, en het meest universele. Uit veiligheidsoogpunt zijn karabiners die gebruikt worden op een 'single point of failure', voorzien van een of meer veiligheidsvoorzieningen die onbedoeld openen tegen kunnen gaan.
Onderscheiden worden:
- Niet-beveiligde karabiners
- Enkelvoudig beveiligde karabiners, waaronder bijvoorbeeld schroefkarabiners, twistlock- en push-twistsluitingen
- Meervoudig beveiligde karabiners, zoals de Petzl Ball-lock (indrukken, draaien, openen), de DMM Belaymaster (plastic beugel openen, schroeven, openen), en de DMM Durolock (draaien, drukken, andere kant op draaien, openen).

N.B. De correcte naam is karabijnhaak, een musketonhaak heeft een schuivende sluiting met een veer.

## Nut
|  |
|  |

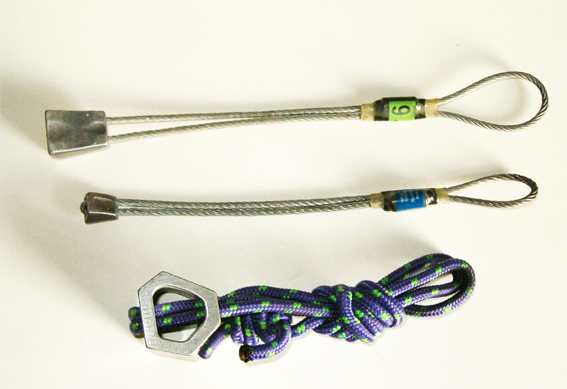
Enkele soorten klemblokjes

Een nut (Engels voor moer, naar de oorspronkelijke uitvoering die daadwerkelijk bestond uit 'een moer aan een touwtje') bestaat uit een blokje metaal met een licht onregelmatige vorm waaraan een staaldraad is bevestigd. Deze kunnen in kleine rotsspleten geplaatst en klem getrokken worden om vervolgens als ankerpunt te dienen. Nuts bestaan in alle soorten afmetingen en vormen, van micronuts (kleiner dan een menselijke pink) tot nuts ter grootte van een vuist.

## Pikkel
|  |

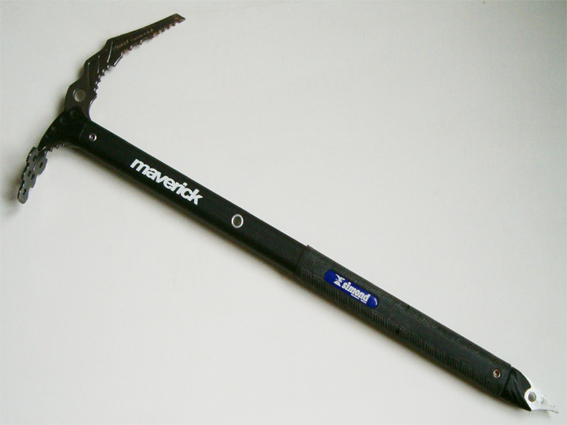
Pickel (Pikkel)

Een pikkel, pickel of piolet is een soort houweel waar men veel meer kan mee doen dan houwen. De toepassingen in het hooggebergte zijn:
– Het gebruik als zekeringshulpstuk door het te gebruiken als verankeringspunt.
– Het testen van de sneeuwlaag en zoeken naar spleten.
– Steunpunt en evenwichtshulp op steil terrein.
– Remhulp bij het vallen op sneeuwhellingen.
– Hakken van treden.

## Setje
|  |
|  |
|  |

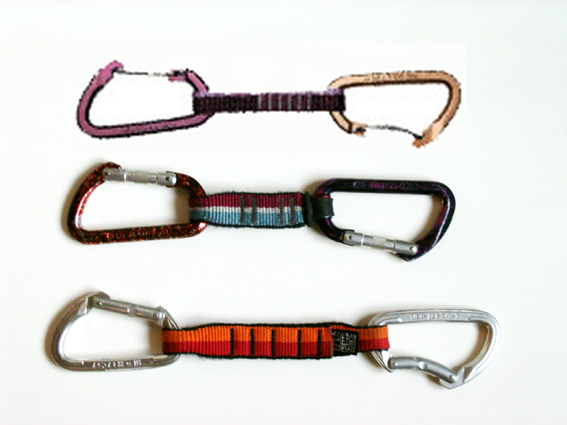
Klimsetjes

Een setje is een hulpstuk bij het voorklimmen dat een verbinding vormt tussen de haak in de wand en het touw. Het geheel bestaat uit twee gewone karabiners (zonder schroef-, ball-lock-, of twist-lock luiting) die met elkaar zijn verbonden door een gestikte bandsling van geringe lengte. Het standaard setje heeft een bandsling van 10 tot 11 cm, langere setjes hebben een bandsling tot 20 cm en dienen om het touw in een meer rechte lijn omhoog te laten lopen (dit laat het touw toe meer kracht op te vangen bij een eventuele val).
De karabiners zijn voorzien van een gewone snapper of een draadsnapper. De modernere draadsnapper geeft minder kans op het ongewild openslaan van de karabiner bij een val waardoor de weerstand van de karabiner gevoelig achteruit gaat. Gewone snappers geven dan weer een psychologisch voordeel door er meer solide uit te zien.
Moderne setjes hebben meestal een rechte en een gebogen snapper. De gebogen snapper vergemakkelijkt het inpikken van het touw in de karabiner, terwijl de rechte gemaakt is voor de bevestiging aan de haak. De karabiner met de gebogen snapper wordt bovendien vaak gefixeerd met behulp van een speciaal daarvoor ontworpen elastiekje om het inpikken nog meer te vergemakkelijken. Het is belangrijk dat deze karabiners niet omgewisseld worden. De soms scherpe haken kunnen namelijk kleine braampjes in het metaal veroorzaken die het touw zouden kunnen beschadigen.
Speciale setjes:
- Frog: Kong bracht de Frog op de markt. Hierbij werd de bovenste karabiner vervangen zodat het inpikken vergemakkelijkt wordt. De dikke inoxhaken van Petzl bleken daarvoor echter net iets te groot, wat een reden vormt dat de Frog nog steeds niet erg populair is.
- Indoorsetjes: Tijdens indoorwedstrijden stelt het ICCC (International Council for Competition Climbing) dat de bovenste karabiner van het setje wordt vervangen door een maillon-rapide met een opening van 10 mm. Lange setjes worden met tape omwonden om te voorkomen dat klimmers bij een val verstrikt zouden raken in de lus.

De karabiners van een setje kunnen de snappers in gelijke of tegengestelde richting hebben. De meningen over de beste keuze zijn verdeeld aangezien ze beide voordelen hebben. Tegengestelde snappers zijn makkelijker te gebruiken terwijl snappers in gelijke richting in bepaalde gevallen veiliger kunnen zijn. Het blijft hoe dan ook een persoonlijke keuze.

## Stijgijzers
|  |

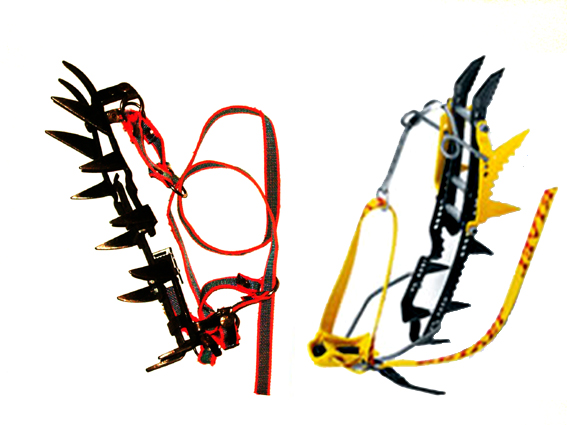
Stijgijzers of Crampons

Een stijgijzer, ook wel crampon genoemd, kan beschreven worden als een soort overschoen die voorzien is van pinnen. Er zijn verschillende soorten. Er bestaan uitvoeringen die enkel gebruikt worden bij licht hellende verijsde sneeuwvelden, hier bestaan gewone uitvoeringen met riemen en betere met snelsluitingen. Voor steilere wanden zoals bij het ijsklimmen bestaan er bijzondere uitvoeringen. Men kan crampons enkel gebruiken bij de zwaardere uitvoeringen van bergschoenen.

## Touw
|  |
|  |
|  |

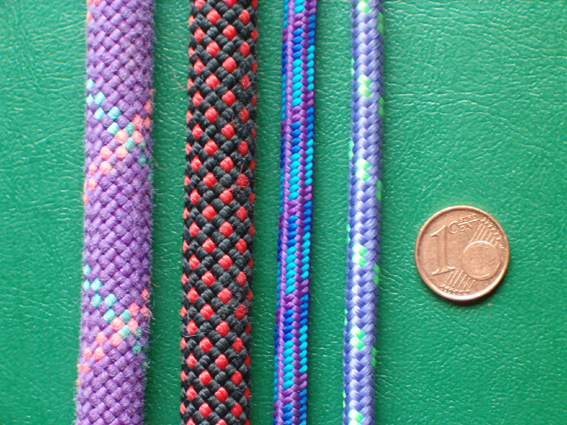
Klim- en Prusiktouw

Een klimtouw is een onontbeerlijk hulpmiddel om de klimmer met de zekeraar met elkaar te verbinden of als hulpmiddel bij het klimmen, op de foto is een 11 mm klimtouw in vergelijk geplaatst met een 6 en 5 mm prusiktouw naast een eeneurocentmuntstuk. Prusiktouw is een hulptouw dat zijn naam te danken heeft aan Karl Prusik die de prusikknoop introduceerde.
Er wordt een onderscheid gemaakt tussen een dynamisch touw en een statisch touw.
- Dynamische touwen zijn touwen met een statische rek van 6 tot 10%. Deze touwen kunnen een val door hun rek opvangen. Enkel deze touwen worden als klimtouw beschouwd, in deze groep heeft men drie hoofdgroepen: enkel-, half- en tweelingtouw. Het enkeltouw heeft een diameter van 8,9 tot 11 mm, het halftouw van 8 tot 9,1 mm. Twee halftouwen vormen een dubbeltouw. Tweelingtouw heeft een diameter vanaf 7,4 mm. Het verschil in gebruik tussen dubbel- en tweelingtouw is gelegen in de wijze van inklikken: bij een tweelingtouw worden beide strengen in hetzelfde setje ingehangen, bij een dubbeltouw worden beide halftouwen steeds om en om ingehangen, om touwwrijving in grillig verlopende routes terug te brengen. Met een dubbeltouw is het mogelijk om twee naklimmers te zekeren (elke naklimmer is ingebonden aan een eigen streng halftouw, dus een touwgroep van drie). Bij tweelingtouw is dit niet mogelijk (touwgroep van twee personen). Een halftouw kan ook worden gebruikt om aangebonden over de gletsjer te lopen (twee/drie personen aan een streng). Bij tweelingtouw moeten altijd beide strengen worden gebruikt.
- Statisch touw wordt gebruikt waarbij geen val kan optreden. Dit touw wordt gebruikt om op af te dalen of om op het touw zelf te stijgen met een stijgklem. Dit touw wordt veelal gebruikt bij speleologen, omdat zij enkel stijgen en dalen op touw en zelden tegen wanden. Dit touw mag niet gebruikt worden om stijgende klimmers te beveiligen, omdat het niet meerekt en de val dus veel harder zou worden. Het wordt wel gebruikt bij rotsklimmers om af te dalen (of rapellen of abseilen), omdat het niet meerekt. Over het algemeen zijn de statische touwen goedkoper en duurzamer dan dynamische touwen. Deze touwen hebben een wijd verspreidingsgebied.

## Zekeringsapparaat
|  |
|  |
|  |

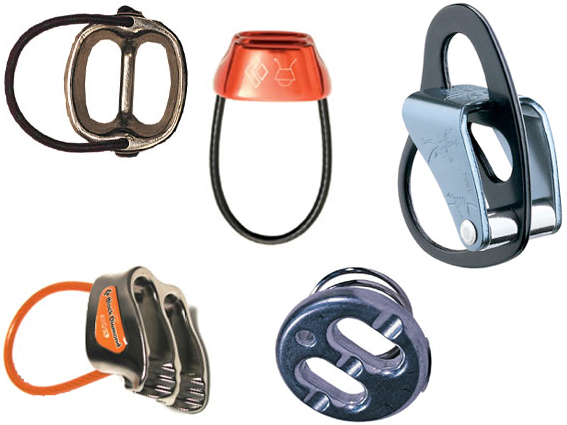
Enkele zekeringsapparaten

Een zekeringsapparaat is een apparaat dat het touw geleidt en met een carabiner aan de klimgordel of aan een vast ankerpunt wordt vastgemaakt. Het is ontworpen om het merendeel van de kracht die door een val op het klimtouw komt te staan over te dragen op de gordel, zodat de overgebleven kracht in het touw nog opgevangen kan worden door de zekeraar, die het touw aan de andere kant van het zekeringsapparaat vast heeft. Er bestaan tegenwoordig een tiental soorten zekeringsapparaten. Afhankelijk van de werking kunnen de zekeringsapparaten nog onderverdeeld worden in drie categorieën:
- Dynamisch: De werking van dit soort zekeringstoestellen wordt enkel bepaald door de wrijving en de manier waarop het touw vervormd wordt door het apparaat. Bij deze zekeringstoestellen kan eenvoudig dynamisch gezekerd worden door de kracht van de hand op het touw te wijzigen. Enkele dynamische zekeringstoestellen zijn: acht, reverso en halve mastworp (Deze laatste is geen echt apparaat maar een knoop die gebruikt wordt om te zekeren.)
- Autotubers: Bij autotubers kantelt het toestel wanneer er een plotse kracht op het touw komt. Door de kanteling wordt het touw gekneld tussen de karabiner en het zekeringsapparaat. Deze klemwerking zorgt ervoor dat veel vallen volledig opgevangen kunnen worden maar men moet toch altijd alert blijven en het remtouw nooit loslaten. De werking is vaak afhankelijk van de gebruikte karabiner, bij elk toestel wordt een specifieke karabiner aangeraden. De smart van mammut en Black-Diamond ATC van Black Diamond zijn voorbeelden van autotubers.
- Halfautomaten: Dit soort zekeringsapparaten hebben een complexere werking dan de vorige twee categorieën. In het toestel bevindt zich een cam die roteert bij grote versnelling van het touw. Door deze rotatie wordt het touw volledig afgekneld en blokkeert het touw. Deze blokkering blijft aanhouden zolang het touw onder spanning staat. Hierdoor hoeft de zekeraar geen kracht te blijven houden op het touw zolang de klimmer in het touw hangt. De meestgebruikte halfautomaat is de GriGri van Petzl.[2]

## Opsomming uitrusting per klimtype
De boulderaar volstaat met klimschoenen, een grote pofzak met magnesium of hars en bij het buitenboulderen een vod of een matje om zijn schoenen van het zand te ontdoen. Daarnaast is een crashpad noodzakelijk vanwege vallen.
Het klimmateriaal van een sportklimmer in een klimhal bestaat naast een klimgordel en klimschoenen meestal uit een pofzakje met magnesium, een zekeringsapparaat en een schroefcarabiner. Een sportklimmer neemt voor buiten daarnaast ook nog een tiental setjes, een touw, een aantal musketons, slingerbanden en prusiktouwtjes mee.
Een traditionele klimmer heeft naast al het voorgaande ook onder andere nuts, klemveerapparaten, rotshaken, rotshamers en nutsleutels bij zich.